# Cheilosia limbicornis
Cheilosia limbicornis là một loài ruồi trong họ Ruồi giả ong (Syrphidae). Loài này được Strobl mô tả khoa học đầu tiên năm 1909. Cheilosia limbicornis phân bố ở vùng Cổ Bắc giới